# Cantone di Saint-Jean-du-Gard
Il Cantone di Saint-Jean-du-Gard era una divisione amministrativa dell'arrondissement di Alès.
A seguito della riforma approvata con decreto del 24 febbraio 2014, che ha avuto attuazione dopo le elezioni dipartimentali del 2015, è stato soppresso.

## Composizione
Comprendeva i comuni di:
- Corbès
- Mialet
- Saint-Jean-du-Gard